# Лашапель-су-Шанеак
Лашапе́ль-су-Шанеа́к (фр. Lachapelle-sous-Chanéac, окс. Lachapelle sous Chanéac) — коммуна во Франции, находится в регионе Рона — Альпы. Департамент коммуны — Ардеш. Входит в состав кантона Сен-Мартен-де-Валама. Округ коммуны — Турнон-сюр-Рон.
Код INSEE коммуны — 07123.

## Население
Население коммуны на 2008 год составляло 204 человека.
| 1962 | 1968 | 1975 | 1982 | 1990 | 1999 | 2008 |
| ---- | ---- | ---- | ---- | ---- | ---- | ---- |
| 183  | 271  | 232  | 204  | 162  | 174  | 204  |

## Экономика
В 2007 году среди 111 человек в трудоспособном возрасте (15—64 лет) 79 были экономически активными, 32 — неактивными (показатель активности — 71,2 %, в 1999 году было 69,1 %). Из 79 активных работали 73 человека (41 мужчина и 32 женщины), безработных было 6 (1 мужчина и 5 женщин). Среди 32 неактивных 5 человек были учениками или студентами, 12 — пенсионерами, 15 были неактивными по другим причинам.

## Фотогалерея

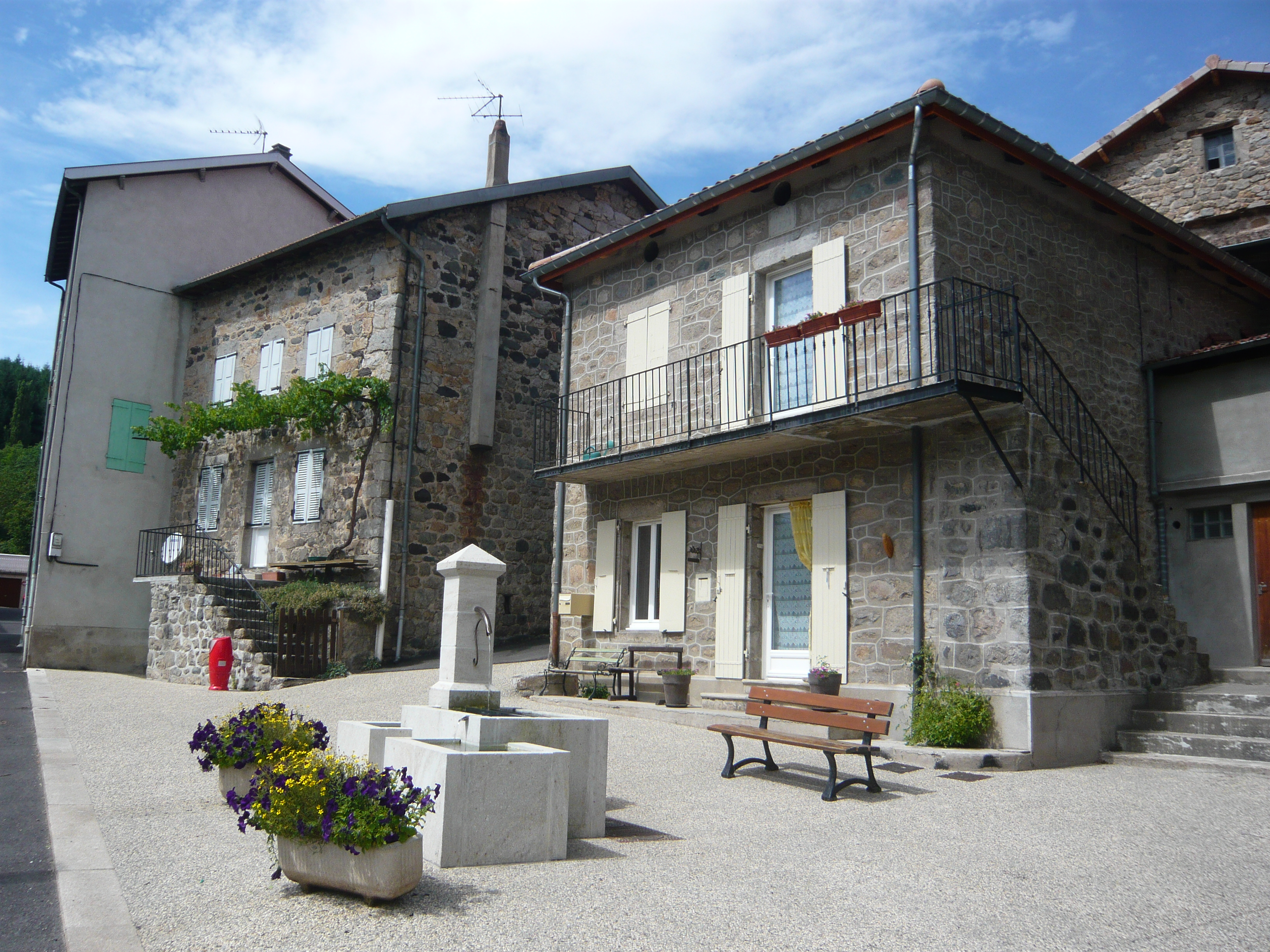
Лашапель-су-Шанеак
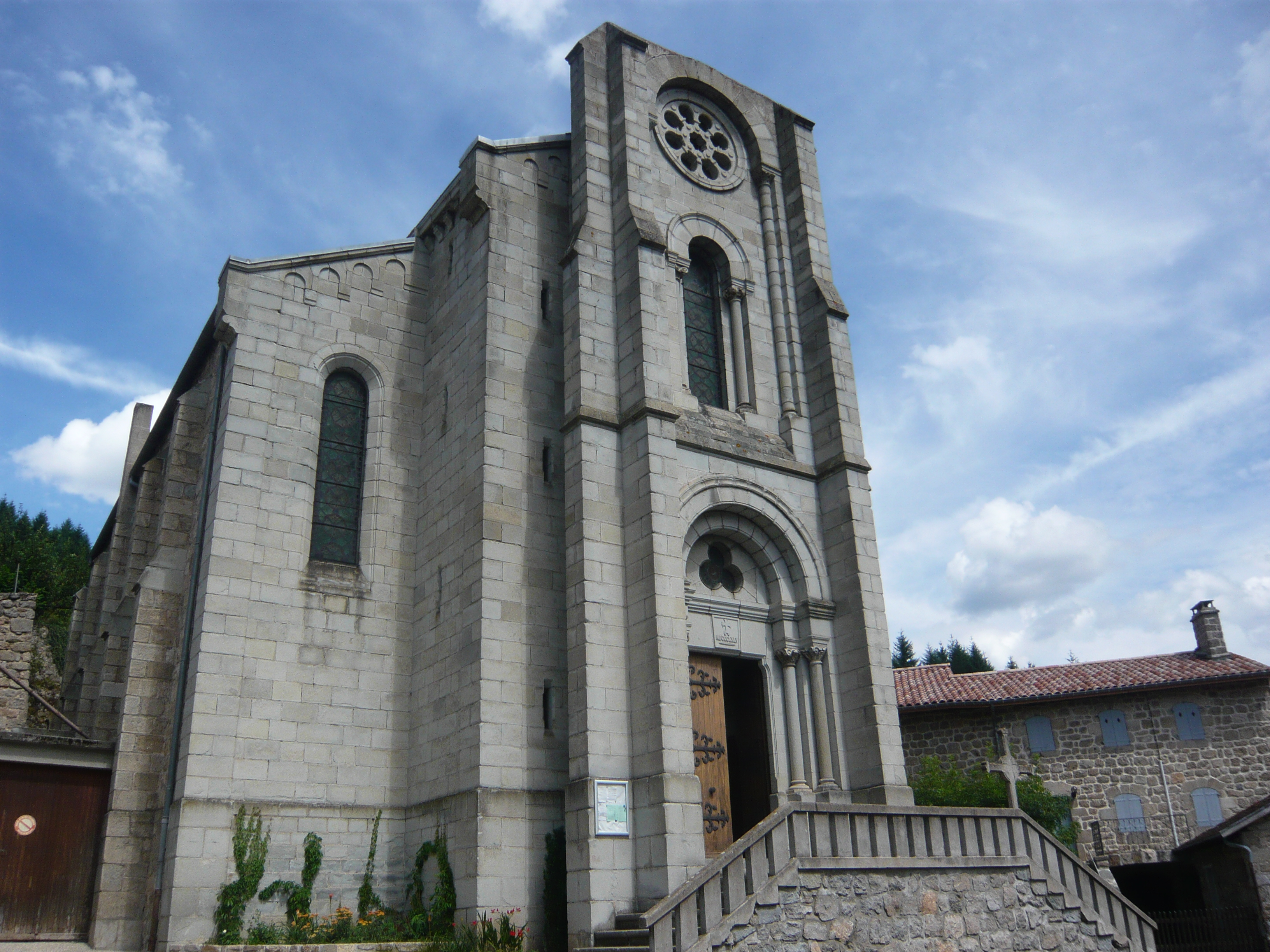
Церковь
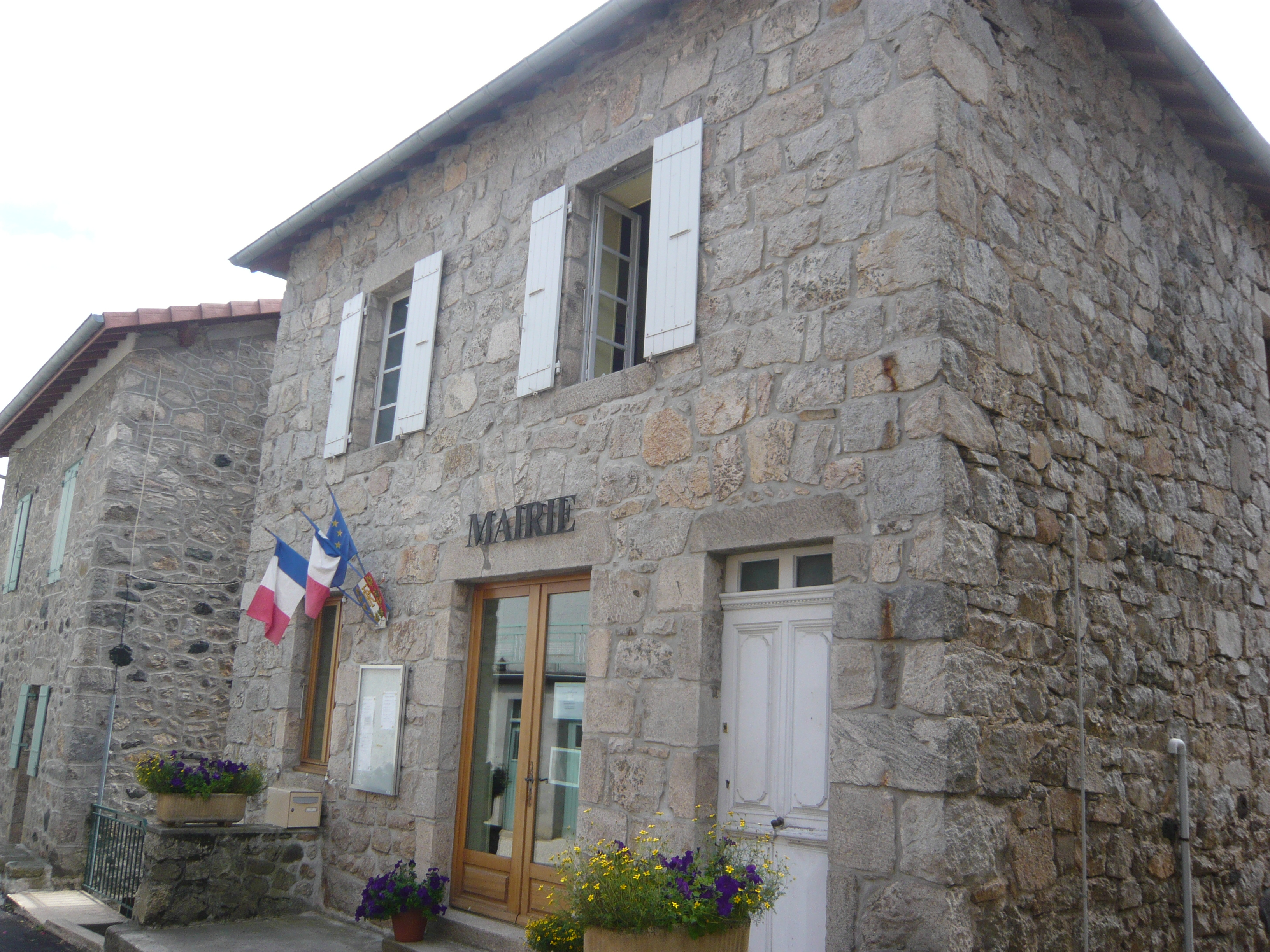
Мэрия
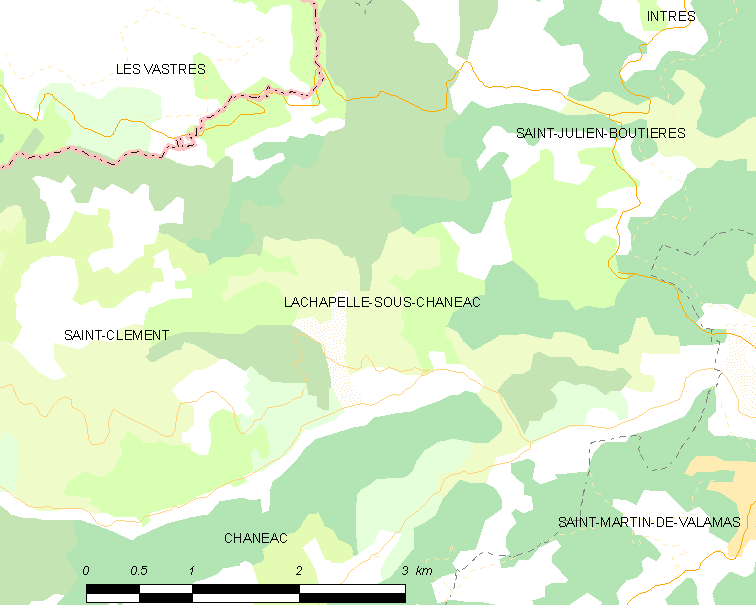
Карта коммуны